# Красный Яр (Донецкая область)
Красный Яр (укр. Красний Яр) — село на Украине, находится в Покровском районе Донецкой области.
Код КОАТУУ — 1422755302. Население по данным 2024 года составляет 15 человек. Почтовый индекс — 85348. Телефонный код — 623.
16 октября 2024 года, по заявлению Министерства обороны РФ, был взят российскими войсками.